# Ristorazione
La ristorazione è un settore commerciale che comprende tutte le attività, incluse quelle su scala industriale, di banqueting e catering legate rispettivamente a produzione e distribuzione di pasti pronti per la clientela nonché, infine, alla distribuzione automatica. Diversi tipi di imprese rientrano in questo settore: i ristoranti, le mense delle scuole e degli ospedali, le ditte specializzate di catering e altri formati, nonché infine le imprese o gestioni del servizio di somministrazione di alimenti e bevande mediante distributori automatici.
Nell'antica Roma si trovavano tabernae e osterie. Questi tipo di locali, in cui non raramente avviene anche la pratica del gioco d'azzardo e della prostituzione, si moltiplicano nel Medioevo parallelamente agli scambi commerciali e ai pellegrinaggi. Solo nel XIX secolo il servizio di ristorazione si allarga alla clientela più esigente cominciando dai grandi alberghi e dalle stazioni termali per poi assumere una propria fisionomia e una localizzazione autonoma. Dal XX secolo, parallelamente ai ristoranti tradizionali, vengono concepite delle nuove strutture per il ristoro rapido ed economico di chi studia, lavora o si trova in viaggio. Dall'evoluzione dei refettori nascono le mense; dall'evoluzione delle stazioni di posta nascono gli autogrill.
Per motivi di lavoro, studio o interesse turistico, negli ultimi decenni sono aumentati in modo considerevole i pasti consumati fuori casa, soprattutto al Nord Italia. Questa mutazione delle abitudini quotidiane ha portato alla nascita di un tipo di ristorazione molto diversa da quella tradizionale, capace di soddisfare contemporaneamente i bisogni di tipo nutrizionale e di natura relazionale che centinaia di persone hanno all'ora dei pasti. Sono quindi sorte in pochi anni apposite strutture di preparazione dei cibi (centri-cottura, cucine per collettività, ecc.) attrezzate in modo particolare, capaci di approntare in poche ore migliaia di porzioni e di servirle in un breve arco di tempo.

## La ristorazione collettiva
Per "ristorazione collettiva" si intende il servizio di preparazione e consegna su larga scala di pasti completi per collettività (mense aziendali, scuole, ospedali, carceri, ecc.). Nell'ambito della ristorazione collettiva meritano un cenno distinto i settori della ristorazione aziendale e quello della ristorazione sociale, ospedaliera e scolastica in particolare. L'organizzazione della produzione e della distribuzione dei pasti di questa ristorazione si differenzia secondo due sistemi: quello convenzionale e quello del legame differito.

### Sistema convenzionale
Nel sistema convenzionale i cibi vengono cotti e immediatamente distribuiti ai consumatori. In pratica si concentra tutto il ciclo di preparazione delle vivande nelle ore che precedono il loro servizio e consumo. Una razionalizzazione di questo sistema può attuarsi svolgendo in centri di grandi dimensioni alcune delle operazioni che precedono la cottura e inviando poi i semilavorati alle cucine per la cottura e la distribuzione. In questi centri si possono per esempio effettuare l'acquisto e lo stoccaggio delle derrate, le operazioni di pulitura e mondatura, quelle di taglio e porzionatura.

### Legame differito
Al contrario di quello convenzionale, nel legame differito le operazioni di preparazione e cottura e quelle di distribuzione e consumo vengono effettuate in tempi e luoghi completamente separati. La preparazione e la cottura delle vivande sono infatti eseguite in grandi centri, dai quali escono i pasti finiti, che vengono poi trasportati alle mense per la distribuzione e il consumo. Fra il momento in cui il cibo viene preparato nel centro di cottura e quello in cui viene consumato nel centro di distribuzione possono trascorrere minuti, ore, o persino giorni o mesi, a seconda del sistema che si adotta per conservare i pasti preparati. Si possono infatti distinguere due tipi di legame: quello caldo e quello freddo.
Il primo prevede che i pasti siano mantenuti durante il trasporto a una temperatura di almeno 65 °C (in modo da evitare il rischio di una crescita microbica), e che i tempi tra la fine della cottura e il consumo non superino le due ore. 
Il legame freddo (o cook and chill) viene attuato raffreddando rapidamente le vivande subito dopo la cottura e mantenendole al freddo sino al momento in cui vengono riprese per essere consumate. Se la temperatura è tra 0 e +4 °C, si parla di legame refrigerato; se invece la temperatura si abbassa sino a -18 o -20 °C si parla di legame surgelato. 
Col legame refrigerato, poco in uso in Italia, il cibo cotto si conserva per pochi giorni (al massimo sei, secondo la normativa francese); con il legame surgelato, invece, i pasti si conservano anche molto a lungo, purché siano rispettate le condizioni di produzione e di conservazione proprie dei prodotti surgelati (congelazione rapida sino a raggiungere i -18 °C al centro del prodotto nel tempo massimo di 4 ore; mantenimento della catena del freddo a -18 °C per tutto il periodo di trasporto e conservazione).
Naturalmente i pasti distribuiti con il legame freddo devono essere riscaldati a 65-70 °C prima del consumo, in modo da renderli appetibili e igienicamente sicuri. L'adozione del legame freddo può essere molto utile, ma richiede uno studio attento delle ricette, che per quantità, tipo e qualità degli ingredienti devono adattarsi perfettamente a ogni fase del processo produttivo, e delle tecniche di cottura e di rinvenimento, nell'ottica di un'operatività su larga scala e a costi controllabili.

## La ristorazione scolastica
In Italia le prime mense scolastiche furono organizzate nelle scuole elementari per aiutare i bambini delle famiglie meno agiate (patronato scolastico); nel tempo, la refezione scolastica si è potenziata e oggi questo servizio viene offerto a tutti i ragazzi che frequentano la scuola dell'obbligo, dalla materna, all'elementare, alla media. Questo sistema è sovvenzionato dai comuni, che ne assegnano la gestione ad aziende specializzate, scelte mediante il sistema della gara d'appalto. 
Per un migliore controllo della produzione e dei costi si preferisce in genere adottare il sistema del legame differito, con grandi centri di cottura che servono le singole realtà scolastiche; solo in alcuni comuni sopravvivono ancora scuole con il locale di cucina annesso, nel quale si provvede alla preparazione e alla cottura dei cibi prima della loro distribuzione. La responsabilità del Comune interessa anche la definizione del menu e del cosiddetto "capitolato" rispetto alla qualità delle materie prime; vengono perciò stilate precise tabelle dietetiche, in accordo con le esigenze alimentari delle diverse fasce di età.

## La ristorazione aziendale
La maggior parte delle mense aziendali adotta una distribuzione tipo self-service, che normalmente viene data in gestione a società specializzate. I vantaggi che derivano da questa scelta gestionale sono evidenti, perché le ditte specializzate che si occupano di ristorazione mettono a disposizione personale qualificato e riescono a gestire meglio il rapporto con i fornitori. D'altra parte è necessario che l'azienda svolga un controllo sulla società che ha in gestione la mensa, per evitare che essa tenti di aumentare il proprio margine di guadagno utilizzando prodotti di qualità scadente e somministrando porzioni insufficienti. Nella ristorazione aziendale coesistono l'organizzazione convenzionale con la cottura e la distribuzione immediata del cibo e il legame differito, con i pasti provenienti da centri di cottura esterni, infatti i cibi sono preparati prima dell'apertura. In questi centri, che generalmente servono diverse mense aziendali, si realizza un controllo costante ed efficace delle grammature e della qualità dei cibi, con le garanzie di efficienza provenienti da un'organizzazione produttiva specializzata. L'industria alimentare si sforza di mettere a disposizione dei centri di produzione un numero sempre crescente di nuovi semilavorati e di preparati studiati specificatamente per il catering, in modo da favorire una gestione più veloce del lavoro, limitando il più possibile le manipolazioni di finitura e confezionamento.

## La ristorazione sui mezzi di trasporto
Rispetto a quella di terra, la ristorazione a bordo di treni, aerei e navi richiede particolari soluzioni tecniche, adatte al mezzo sul quale viene svolto questo servizio.

### La ristorazione ferroviaria
Il problema maggiore che si pone per i servizi di ristorazione a bordo dei treni è quello del rapporto qualità/prezzo. Il costo di produzione di un pasto incide infatti maggiormente sul prezzo finale (almeno due terzi del prezzo finale) rispetto a quanto accade a terra; d'altra parte, è anche difficile ridurre i costi, sia quelli di produzione sia quelli del personale viaggiante. Lo sviluppo della ristorazione ferroviaria è legato alla possibilità di aumentare progressivamente il numero di pasti serviti, in modo da praticare economie di scala, ma dipende anche dalla vittoria sulle resistenze psicologiche dei viaggiatori, che ancora oggi preferiscono la classica soluzione del panino da mangiare, fuori orario, una volta giunti a destinazione.

### La ristorazione a bordo degli aerei
A differenza di quanto detto per i treni, la ristorazione sugli aerei ha visto una rapida espansione e attualmente interessa un enorme volume d'affari. Le problematiche che caratterizzano questo tipo di organizzazione sono comunque complesse. Inizialmente erano le stesse compagnie aeree a gestire la ristorazione e le cucine di bordo venivano progettate da esperti del settore alberghiero e della ristorazione tradizionale. Oggi, invece, una compagnia di volo che deve controllare decine di partenze nel giro di un'ora non è più in grado di gestire efficacemente anche la ristorazione, predisponendo il necessario sistema di approvvigionamento e di assistenza a terra e mantenendo nello stesso tempo costi competitivi. Quindi la ristorazione aerea viene appaltata a grandi aziende di catering specializzate, che siglano il contratto di fornitura direttamente con le compagnie di volo o con le società di gestione aeroportuale.

### La ristorazione marittima
Ormai il trasporto passeggeri aereo ha sostituito sulle lunghe distanze quello navale, mentre è aumentato il traffico di crociera e quello sulle corte e medie distanze (navi traghetto). D'altra parte, proprio la ristorazione navale vanta il servizio di più lunga tradizione, per lo più attuato secondo il sistema tradizionale. Viaggiando in mare per giorni non è infatti possibile rimandare il consumo dei pasti all'arrivo (come invece avviene spesso in treno) e si presentano anche molti problemi rispetto al poco spazio disponibile, alla difficoltà di conservare le derrate fresche e alla necessità di accontentare le diverse fasce di passeggeri, preparando contemporaneamente una cucina di alto livello, una economica, e una adatta alla mensa di bordo.

## La ristorazione organizzata autostradale
Si tratta di un particolare tipo di ristorazione collettiva che in Italia si è sviluppato con l'aumento della rete viaria, per soddisfare le molteplici esigenze di chi si trova a viaggiare in autostrada. L'elemento che differenzia notevolmente la ristorazione organizzata rispetto alle altre offerte rivolte alle collettività è il tipo d'utenza alla quale si propone: il viaggiatore. Ogni giorno l'autostrada è percorsa da decine di migliaia di persone di diversa età, sesso, nazionalità, professione, che si muovono per i motivi più disparati. Questa clientela eterogenea si rivolge ai punti di ristoro autostradali con esigenze molto diverse, che vanno dalla sosta per il pasto completo al semplice caffè consumato durante il rifornimento di carburante. Un'altra caratteristica tipica della ristorazione autostradale è quella della brevità della fermata per il ristoro; in poco tempo, infatti, il cliente deve poter utilizzare tutti i servizi offerti dall'azienda, non solo di tipo gastronomico, ma anche diverso, ove presenti: l'edicola, la toilette (in quasi tutti i casi, essendo un servizio di prima necessità e basilarmente presente in tutte le aree di servizio, per l'utilizzo non è dovuto nulla alle società, in quanto offerte gratuitamente insieme ai servizi accessori ove presenti come la doccia, lavanderia e i cambi per i bambini piccoli) i telefoni, il market, ecc.
Per questo tipo di struttura, distribuita sulla maggior parte della rete autostradale, è fondamentale proporsi all'utenza con uno standard aziendale ben definito e collaudato. In un'area di servizio ben poco è lasciato al caso: gli arredi, i colori, i percorsi, la dislocazione dei prodotti, l'abbigliamento degli operatori, il tipo di servizio, il menù, le dosi previste per panini e bibite (e molte altre funzioni meno evidenti) sono tutte pianificate presso una sede centrale, verificate sperimentalmente sul campo e quindi codificate e adottate da tutta l'azienda. Questo modo di lavorare, centralizzato e piramidale, lascia poco spazio alla creatività del singolo operatore, ma risulta indispensabile sotto l'aspetto economico (previsioni, rendimenti, acquisti, budget, ecc.), prerogrativa di molti operatori ad iniziare dal principale Autogrill, passando per Sarni ed altre compagnie che gestiscono tali attività. Inoltre, questo sistema è il più efficace per offrire al viaggiatore, sempre e in ogni punto vendita, la stessa immagine e il medesimo livello di servizio. Tutti gli acquisti, delle derrate alimentari e non, sono stabiliti presso una sede centrale alla quale giungono le segnalazioni dei singoli punti di ristoro; sempre da un magazzino centralizzato, le merci vengono quindi smistate a tutta la rete autostradale dove, in alcuni luoghi ed in alcuni casi, risulta maggiore del dovuto (tale caso a volte è sinonimo di troppa merce esposta soprattutto quando il locale è piccolo). La sede centrale organizza anche il lavoro del personale, che spesso costituisce il punto critico di queste organizzazioni. Infatti, questi locali sono aperti 24 ore al giorno e gli operatori ruotano attraverso turni solitamente suddivisi in tre fasce orarie, la mattina dalle ore 6 alle ore 14, il pomeriggio dalle 14 alle 22 e la notte dalle ore 22 alle ore 6, tali turni possono essere spesso poco agevoli, specie per chi è lontano da casa e quasi in tutti i casi si è costretti a dover raggiungere il luogo di lavoro con mezzi privati, non prevedendo la possibilità d'uso dei mezzi pubblici e a proprie spese per quanto concerne carburante e, spesso, pedaggio. 
In genere, a meno di strutture vetuste dove il locale è "libero" (quindi non ha percorsi obbligati e generalmente ha solo un punto di entrata e di uscita), i punti di ristoro autostradale sono strutture ovviamente ben individuabili soprattutto attraverso i preavvisi posti in autostrada solitamente a 2000 metri, in cui il cliente, seguendo un percorso obbligato verso l'uscita, passa in prossimità di tutti servizi del locale: bar, ristorante, market, edicola. Per la distribuzione dei pasti prevale generalmente la soluzione del self-service (anche free flow), associata a box vicini l'uno all'altro, dai quali il personale distribuisce le vivande a richiesta del cliente.

## La ristorazione automatica (vending)
La ristorazione automatica è rappresentata dalla somministrazione di alimenti e bevande per mezzo di distributori automatici. I distributori automatici si suddividono essenzialmente in distributori automatici per alimenti caldi e distributori automatici per alimenti misti. Nei primi si assiste a veri e propri processi di trasformazione alimentare: i prodotti vanno dal caffè e derivati di questo, a tisane, tè, orzo e altri infusi. Nei secondi gli alimenti, che siano essi bevande, snack o prodotti freschi, sono stoccati all'interno delle macchine e pronti per essere utilizzati sul posto. Nella quasi totalità dei casi il consumo sul posto contraddistingue la somministrazione di questi alimenti dalla mera vendita ed è sempre più usuale l'allestimento di veri e propri punti di ristoro, organizzati in alcuni casi anche con forni a microonde.

## La ristorazione "a domicilio"
Si tratta di un fenomeno ristorativo molto recente, figlio delle continue evoluzioni delle abitudini alimentari degli italiani. La ristorazione "a domicilio" rappresenta una moderna alternativa ai classici ristoranti e offre l'opportunità di poter personalizzare completamente il momento del pasto.
Un numero sempre crescente di persone, in particolari circostanze (matrimoni, battesimi, cene aziendali, congressi, ecc.) preferisce luoghi diversi dal tradizionale ristorante e si affida a ditte specializzate di catering che oltre al pranzo offrono l'ospitalità in palazzi rinascimentali o in splendide ville d'epoca nei quali trascorrere, in una cornice completamente nuova, un momento diverso dalla quotidianità. Le società di ristorazione a domicilio organizzano pranzi e feste "come e dove il cliente desidera": propongono un vasto repertorio di ville, palazzi, castelli, forniscono il "ricevimento completo", occupandosi del pranzo, degli addobbi, dei costumi, della musica, e di tutte le componenti necessarie a far sì che la festa abbia successo. In questo modo il cliente si sente sollevato da tutti gli oneri e gli impegni che molto spesso non riesce a svolgere per mancanza di tempo o competenza. La ristorazione è in genere di buon livello, con una vasta scelta di menù, adatti a tutte le possibilità economiche della clientela.

## IA e automazione
La pandemia di COVID-19 ha reso necessario il distanziamento sanitario e il contenimento dei costi operativi, accelerando il ricorso all'automazione dei lavori ripetitivi e prevedibili. L'agenzia Research and Market ha stimato che il giro d'affari dell'automazione del Food and beverage sarebbe cresciuto a 14 miliardi di dollari entro il 2025.
Nel 2019 i ricercatori del MIT di Boston hanno realizzato Spyce, il primo ristorante al mondo con cucina completamente automatizzata e in grado di approntare piatti complessi in pochi minuti. Una tecnologia simile è stata messa a punto per un ristorante di sushi giapponese a New York e per la gestione semiautomatica di una pizzeria.
Nel giugno 2020, a Maastricht sono comparsi i primi locali serviti da camerieri-robot, diffusi da anni nel continente asiatico, capaci di misurare la temperatura ai clienti in ingresso, registrare gli ordinativi, trasportare le pietanze ed elaborare pagamenti in contante o mediante carta di credito.